# Caribbomerus similis
Caribbomerus similis là một loài bọ cánh cứng trong họ Cerambycidae.